# Roy Kim
Kim Sang-woo (hangul: 김상우), mer känd under artistnamnet Roy Kim (hangul: 로이 킴), född 3 juli 1993 i Seoul, är en sydkoreansk sångare. Han blev känd 2012 då han stod som vinnare i den fjärde säsongen av talangtävlingen Superstar K på Mnet.

## Diskografi

### Album
| Albuminformation                                         | Topplacering          |
| Albuminformation                                         | Sydkorea (Gaon Chart) |
| -------------------------------------------------------- | --------------------- |
| Love Love Love (Studioalbum) - Släppt: 25 juni 2013      | 3                     |
| Home (Studioalbum) - Släppt: 8 oktober 2014              | 4                     |
| The Great Dipper (Studioalbum) - Släppt: 4 december 2015 | 8                     |